# 永遠虹路
『永遠虹路』（えいえんこうろ）は、綾崎隼による日本の小説。花鳥風月シリーズの第3作。

## あらすじ
誰からも見とれられる美人、舞原七虹の軌跡をたどる。

## 登場人物

### 主要人物
舞原 七虹（まいばら なな）
誰もが見とれてしまうほどの美人。独特の低い声で、聴く者を魅了する歌声の持ち主。大学時代に結成したバンド『Bugs of Universe（バグズ・オブ・ユニバース）』では作詞作曲も担当し、ボーカルとして美貌も相まって人気を博したが、結成から約1年半で突如脱退し、音楽をきっぱり辞める。
楡野 佳乃（にれの よしの）
第四話「翠陰」及び最終話「紫陽花忌」語り手。
七虹の幼なじみ。小学4年生の時、家の隣に豪邸が建ち、七虹の一家が越してきた。七虹に対して、本心を喋らず、取っ付きにくい印象を抱いていたが、兄も含めて打ち解けてからは親友となった。中学3年生の時の恋愛がらみの一件で七虹との友情に亀裂が入ってからは音信不通となる。
楡野 世露（にれの せろ）
第五話「蒼葉闇」、第六話「藍の華」及び最終話「紫陽花忌」語り手。
佳乃の3歳年上の兄。生まれつき右耳が聞こえない。小学4年生にして、自分の存在意義に疑問を持っていた七虹を救い、実の妹のように可愛がるようになる。七虹を「綺麗な方の妹」と呼ぶ。
大学院修了後、美術教師をしていたが、25歳の冬に左耳の聴力も失ってしまい、辞職する。以降は、イラストレーターとして成功し、30歳の時に莉瑚と結婚する。

### その他
七虹・社会人時代
夏目 瑛太（なつめ えいた）
第一話「朱夏」の語り手。
会社員。第一営業部。会議終了後、派遣から間もなく社内の噂の的となった美女である七虹に興味を持ち、アプローチする。
七虹・大学時代
伊東 和也（いとう かずや）
第二話「燈心蜻蛉」語り手。
音楽学科で打楽器を専攻する大学生。ドラマーとしての自分の実力に自信があり、才能あるボーカリストを求めていたところ、大学の音楽祭で七虹を知り、ボーカルをすげ替える形で新バンド『Bugs of Universe』を結成する。ライブを通じて、徐々に人気を集めていき、メジャーデビューも夢ではないと確信し始めた矢先に七虹が脱退する。
北条 春希（ほうじょう はるき）
和也の後輩。自分のバンドでボーカルを務め、作詞作曲もする。和也に見切りを付けられる形でバンドを解散するが、恨み言を言うことなく、すぐに別のメンバーを見つけ、新しいバンドを始動した。
西原 聡史（にしはら さとし）
大学生。『Bugs of Universe』のベーシスト。知略家で、緻密な戦略を練り、バンドが成功する要を担った。
山南 秀明（やまなみ ひであき）
大学生。『Bugs of Universe』のギタリスト。和也と同級生。プロを目指している。曲をアレンジする才能に長けており、七虹が作曲した曲をより進化させる。
七虹・高校時代
保科 彩翔（ほしな あやと）
第三話「黄繭」語り手。
高校3年生。移動教室での授業の際、名も知らぬ相手と机に星座を書き込んでいくという文通めいたことを通じて、七虹を知り、廃部の危機にあった天文部に勧誘する。短いながらも同じ時間を過ごすうちにいつしか彼女を好きになっていったが、気持ちを伝えることができないまま、卒業を境に北海道の大学へ進学し、会うこともなくなった。
不知火 夕空（しらぬい ゆら）
高校3年生。天文部員。190cm近くある長身で、外国人かと見紛うほど、目鼻立ちがはっきりしている。ボサボサの長い髪で顔の半分以上が隠れている。双子に対して異様な執着心を持っており、保科曰わく「変態だが人畜無害」。
その他
月島 慶介（つきしま けいすけ）
佳乃が中学3年生の時に片思いをしていた相手。
倉牧 莉瑚（くらまき りこ）
父親の浮気が原因で両親が離婚し、中学2年生の10月に世露のクラスに転校してきた。父親は千桜家の人間だった。高校進学後に世露と付き合うようになる。
舞原 琴寧（まいばら ことね）
七虹の1歳年下の妹。引っ込み思案のごく普通の少女。